# Contrat de pré-embauche
Le contrat de pré-embauche en France est un contrat par lequel une entreprise, engage un candidat en CDD ou en intérim (contrat de mission), le place en mission chez le client qui décidera au terme de la période d’essai de poursuivre ou non cette relation de travail à long terme en l'embauchant elle même.
Le contrat de pré-embauche n’existe pas en tant que tel dans le Code du travail français et résulte d’une pratique fréquente dans le milieu des nouvelles technologies, notamment chez les SS2I, sur des profils tertiaires et des fonctions support,.

## Avantages et inconvénients
Pour le client, ce contrat permet de tester les compétences d’un potentiel futur salarié sur une durée plus longue que la période d'essai légale, sans engagement et de se décharger d’un processus de recrutement souvent long et coûteux. Un tel contrat permet également aux entreprises en recherche de certaines compétences techniques hors de leur corps de métier de déléguer à des professionnels l’évaluation des qualités techniques d’un candidat,.
Pour le candidat : ce contrat permet de bénéficier dès le départ d’un contrat à durée indéterminé permettant de s’assurer de la volonté réelle de l’entreprise d’engager à long terme, d'apprécier si les nouvelles fonctions lui conviennent mais également pouvoir éventuellement négocier le renouvellement de la période d’essai afin de rassurer l’entreprise sur ses compétences ou sa motivation. Cependant, si le contrat n'est pas conclu entre les deux entreprises, c'est le salarié qui ferra les frais de cet échec.
Certains grands groupes d'intérim, pour attirer des demandeurs d'emploi vers le système intérimaire, utiliseraient ce type de contrat en presentant des missions d'interim comme des pré-embauches.

## Cadre juridique
Légalement parlant, il s’agit d’un mécanisme basé sur la conclusion de trois contrats distincts et juridiquement valables. 
Entre l’entreprise A et l’entreprise B : Un contrat de services entre la société de services (souvent une SSII) et la société en recherche de compétences spécifiques, contrat régi par le droit général des contrats.
Entre l’entreprise A et le candidat : Un contrat à durée indéterminé (CDI) entre la société de services et le salarié potentiel, contrat régi par les articles 1221-19 et suivant du code du travail et les conventions collectives applicables (pour les informaticiens, convention SYNTEC), contrat incluant une période d’essai d’une durée conforme au droit du travail. 
- Ouvriers et les employés: 4 mois maximum renouvellement compris
- Agents de maîtrise : 6 mois maximum renouvellement compris
- Cadres : 8 mois maximum renouvellement compris

Le contrat à durée indéterminé doit comporter légalement les clauses suivantes : la description du poste, la convention collective applicable, le lieu du travail, la durée du travail, la rémunération, la 1221-19 et suivant du code du travail.
Entre l’entreprise B et le candidat : A l’issue de la période d'essai, deux situations sont envisageables :
- Le candidat poursuit son travail au sein des locaux de l’entreprise B et un nouveau contrat de travail à durée indéterminée est alors conclu.
- L’entreprise B communique à l’entreprise A son souhait de mettre fin au contrat. L’Entreprise A en informera le candidat dans le respect du délai légal[8] ou conventionnel de prévenance.

Un contrat de « pré-embauche » n’est donc ni : 
- Un contrat à durée déterminée réservé à l’exécution d’une tâche précise et temporaire[9].
- Un contrat saisonnier caractérisé par l’exécution de tâches normalement appelées à se répéter chaque année, à des dates à peu près fixes, en fonction du rythme des saisons (récolte, cueillette…) ou des modes de vie collectifs (tourisme…)[10].
- Un contrat de travail conclu avec une entreprise de travail temporaire caractérisé par la mise à disposition d’un salarié par une entreprise de travail temporaire pour accomplir une mission au profit d’une entreprise utilisatrice et destiné à pourvoir de manière durable un emploi lié à l’activité normale de l’entreprise[9].